# Westwood (condado de Boyd)
Westwood es un lugar designado por el censo ubicado en el condado de Boyd en el estado estadounidense de Kentucky. En el Censo de 2010 tenía una población de 4746 habitantes y una densidad poblacional de 478,57 personas por km².

## Geografía
Westwood se encuentra ubicado en las coordenadas 38°28′42″N 82°40′52″O / 38.47833, -82.68111. Según la Oficina del Censo de los Estados Unidos, Westwood tiene una superficie total de 9.92 km², de la cual 9.67 km² corresponden a tierra firme y (2.48%) 0.25 km² es agua.

## Demografía
Según el censo de 2010, había 4746 personas residiendo en Westwood. La densidad de población era de 478,57 hab./km². De los 4746 habitantes, Westwood estaba compuesto por el 97.45% blancos, el 0.99% eran afroamericanos, el 0.21% eran amerindios, el 0.15% eran asiáticos, el 0% eran isleños del Pacífico, el 0.08% eran de otras razas y el 1.12% pertenecían a dos o más razas. Del total de la población el 0.76% eran hispanos o latinos de cualquier raza.